# Polarium

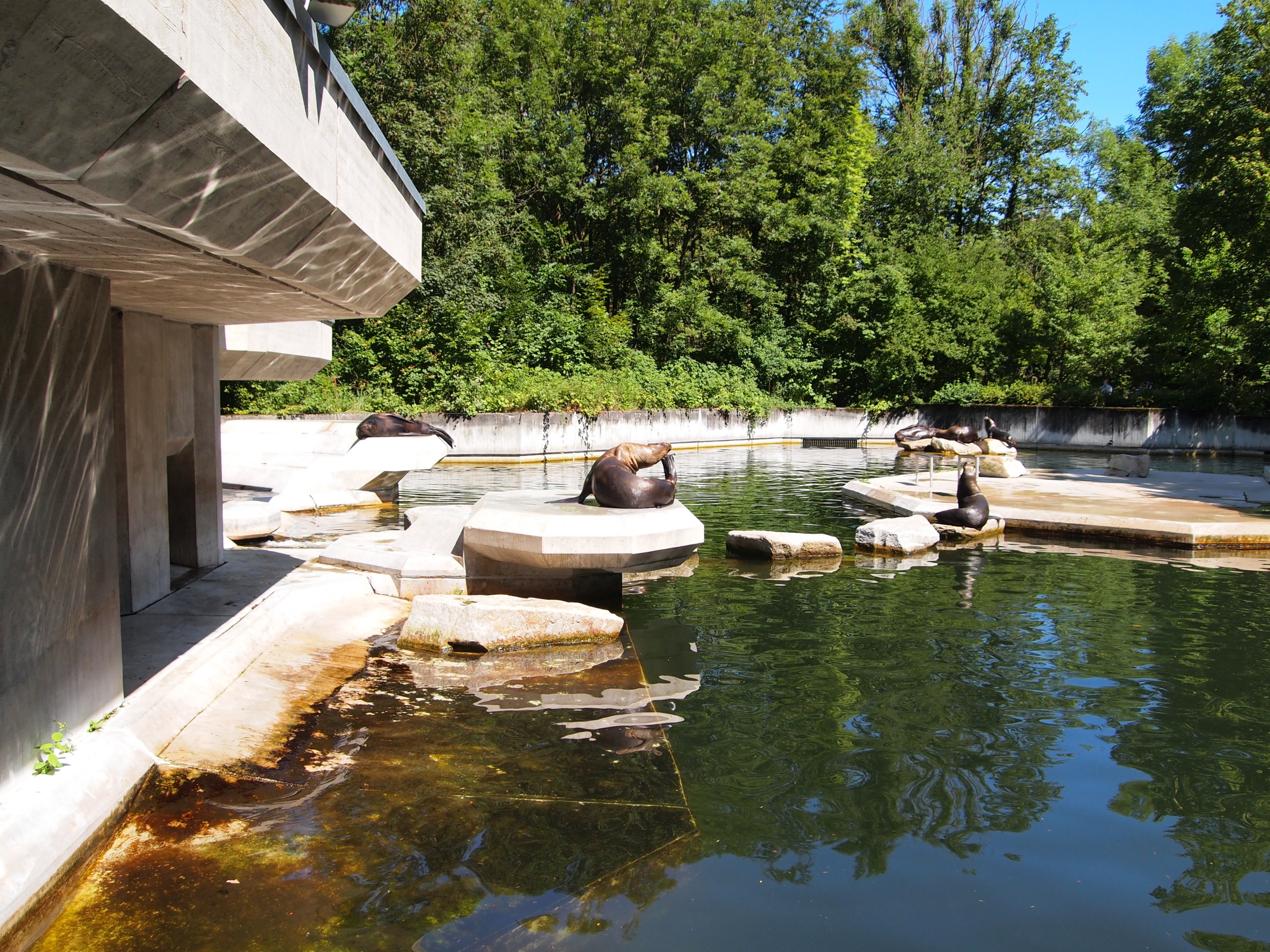
Der Tierpark Hellabrunn in München setzte lange Zeit auf scheinbar unnatürlichen Sichtbeton in seinem Polarium, hier ein Blick auf die Robbenanlage im Jahr 2014

Der Begriff Polarium bezeichnet einen abgegrenzten Bereich in einem Zoo, in dem die Anlagen für Tiere aus den Polargebieten der Erde, also aus Arktis und Antarktis, thematisch zusammengefasst sind, beispielsweise Pinguine und Eisbären.

## Beispiele
- Im Münchner Tierpark Hellabrunn entstand in den 1970er Jahren ein Polarium, in dem die großzügige Verwendung von Sichtbeton das Eis der Polarregionen nachbilden sollte.[1] Seit dem Umbau zur Polarwelt werden neben den Eisbären Mähnenrobben, Schneehasen und Polarfüchse sowie mehrere Pinguinarten gehalten.
- Im historischen Teil des Rostocker Zoos wurde in den 2010er Jahren die Bärenanlage zugunsten eines Polarium-Neubaus abgerissen. Hier werden nunmehr Eisbären und Humboldtpinguine gezeigt, ergänzt durch einen umfangreichen Ausstellungsbereich.[2]
- Das zuletzt 2004 sanierte[3] Polarium des Tiergartens Schönbrunn in Wien zeigt Mähnenrobben, Königs- und Felsenpinguine.[4]